# 名曲お宝音楽祭
『これが定番!世代別ベストソング ミュージックジェネレーション』（これがていばん せだいべつべすとそんぐ みゅーじっくじぇねれーしょん）は、フジテレビ系列で2021年から入れ替わり放送されている音楽バラエティ番組である。2019年から2020年までは『名曲お宝音楽祭』（めいきょくおたからおんがくさい）という番組名で放送されていた。
派生番組『これが定番!世代別ベストアニメ エンタメジェネレーション』についても後述する。

## 概要
『名曲お宝音楽祭』は、フジテレビが開局した1959年から現在に至るまでの同局で放送された全音楽番組の映像アーカイブに残る、音楽・アーティスト・楽曲・パフォーマンスにまつわる厳選された秘蔵VTRを発掘して、次々と紹介する音楽番組。司会のさまぁ〜ずとお宝音楽VTRに興味があるゲストをお迎えして、番組スタッフが全力を傾けて映像を見返し発掘した貴重なパフォーマンス・コラボレーション・名場面・ハプニング場面のVTRを一挙振り返る。さらに、その映像に出演していたアーティストの中から、名曲アーティストがスタジオに登場して、豪華なライブを披露していた。
『これが定番!世代別ソング ミュージックジェネレーション』に番組名を改題及びリニューアルされてからは、昭和・平成・令和の3世代ごとに各ジャンルの定番ソングを各世代で分けて比較しながら、フジテレビの音楽番組を中心としたアーカイブに残る貴重映像で振り返る内容になった。
また2022年2月20日には、派生番組『これが定番!世代別アニメ エンタメジェネレーション』が放送された。

## 放送データ一覧
| 放送回 | 放送日                  | 放送時間（JST） | 視聴率 | 備考 |
| ------ | ----------------------- | --------------- | ------ | --- |
| 第1回  | 2018年9月26日（水曜日） | 19:00 - 21:54   | 8.9%   | ただしテレビ新広島は、自社制作のプロ野球中継『TSS全力応援carp中継 広島東洋カープ×東京ヤクルトスワローズ』の中継のため、同年9月29日（土曜日） 12:00 - 14:48に振替放送を実施 |
| 第2回  | 2019年4月6日（土曜日）  | 19:00 - 23:10   | 7.8%   | 「土曜プレミアム」枠 |
| 第3回  | 2020年4月4日（土曜日）  | 19:00 - 23:10   | 5.2%   | 「土曜プレミアム」枠 |

## 出演者
司会
- さまぁ〜ず（三村マサカズ・大竹一樹）
- 杉原千尋（フジテレビアナウンサー）

お宝プレゼンター
- いとうあさこ - 第1回
- 山里亮太（南海キャンディーズ） - 第1回
- 陣内智則 - 第2回
- 大久保佳代子（オアシズ） - 第2回
- 藤森慎吾 - 第3回
- 伊集院光 - 第3回

トークゲスト
- 佐藤仁美 - 第1回
- モーリー・ロバートソン - 第1回
- 荻野由佳（NGT48） - 第2回
- 片平なぎさ - 第2回
- ベッキー - 第2回
- 小倉優子 - 第3回
- 松嶋尚美 - 第3回
- ファーストサマーウイカ - 第3回

歌唱ゲスト
- 五輪真弓 - 第1回
- EPO - 第1回
- 原田真二 - 第1回
- もんたよしのり - 第1回
- 山根康広 - 第1回
- 石川ひとみ - 第2回
- 今陽子 - 第2回
- 世良公則 - 第2回
- 一青窈 - 第2回
- 田原俊彦 - 第3回
- 横浜銀蝿40th - 第3回
- 永井真理子 - 第3回
- SHOW-YA - 第3回

## これが定番! 世代別ベストソング ミュージックジェネレーション

### 概要
2020年までの『名曲お宝音楽祭』に代わり、2021年からは『これが定番! 世代別ベストソング ミュージックジェネレーション』、第6回は『これが定番! 世代別ベストアニメ エンタメジェネレーション』に改題の上で放送されている。こちらではテーマに沿った名曲を25歳以下の令和世代（主にZ世代が該当）、26歳から45歳までの平成世代（主にジェネレーションYが該当）、46歳以上の昭和世代（主にジェネレーションXが該当）で3世代別に紹介する。
これまで放送された特番がいずれも好評だったため、2024年4月11日より毎週木曜日 19:00 - 20:00（JST）にレギュラー放送化し、初回は19:00 - 21:54（JST）に3時間スペシャルで放送開始された。さまぁ〜ずがフジテレビでレギュラー番組を持つのは『さまぁ〜ずの神ギ問』以来の約5年半ぶりである。また、フジテレビのゴールデン・プライム帯で音楽番組がレギュラー放送されるのは『水曜歌謡祭』以来の約8年半ぶりである。さらに、木曜19時枠でジェネレーションギャップをテーマにした番組は1994年9月での『クイズ!年の差なんて』終了以来、29年半ぶりである。
20時台の『街グルメをマジ探索!かまいまち』の2時間スペシャルや別の特番などの編成により休止することが多いが、本番組が放送される場合は通常枠より2時間スペシャル（19:00 - 21:00）や3時間スペシャル（19:00 - 21:54）で編成される場合が多く、『街グルメをマジ探索!かまいまち』と21時台の『この世界は1ダフル』よりかなりの高頻度で放送されている。

### 特番時代

#### 出演者

##### 司会
- さまぁ〜ず（三村マサカズ・大竹一樹）
- 井上清華（フジテレビアナウンサー）

##### ゲスト
- ぺこぱ（シュウペイ・松陰寺太勇） - 第1回
- みちょぱ（池田美優） - 第1回
- めるる（生見愛瑠） - 第1回
- ニューヨーク（嶋佐和也・屋敷裕政） - 第2回、第7回、第10回
- 山之内すず - 第2回
- 莉子 - 第2回
- 香音 - 第3回
- 藤田ニコル - 第3回、第4回、第5回、アニメ回、第6回、第8回、第9回、第10回、第11回、第12回、第13回
- 狩野英孝 - 第3回、第6回、第13回
- 川島明（麒麟） - 第3回
- 藤森慎吾 （オリエンタルラジオ）- 第4回、第8回、第13回
- 夏菜 - 第4回
- なえなの - 第4回
- SHELLY - 第5回
- 城田優 - 第5回
- ゆうちゃみ（古川優奈） - 第5回、第11回
- 井上裕介（NON STYLE） - アニメ回
- 岩井勇気（ハライチ） - アニメ回
- 野口伊織（= LOVE） - アニメ回
- モグライダー（芝大輔・ともしげ） - 第6回
- 林瑠奈（乃木坂46） - 第6回、第7回
- 弓木奈於（乃木坂46） - 第6回、第7回、第13回
- 佐藤勝利（timelesz） - 第8回
- 桜田ひより - 第8回
- DAIGO - 第9回
- オズワルド（畠中悠・伊藤俊介） - 第9回
- 佐竹桃華 - 第9回
- 村重杏奈 - 第10回、第11回
- 小浜桃奈 - 第10回
- 井森美幸 - 第11回
- 長谷川忍（シソンヌ） - 第11回
- アインシュタイン（稲田直樹・河井ゆずる） - 第11回
- 神田愛花 - 第12回
- 宮館涼太（Snow Man） - 第13回
- 花山瑞貴 - 第13回

#### 特番時代の放送データ一覧
| 放送回 | 放送日   | 放送時間      | 平均世帯 視聴率 | 備考          |
| ------ | -------- | ------------- | --------------- | ------------- |
| 第1回  | 1月30日  | 19:00 - 21:00 | 8.6%            |               |
| 第2回  | 5月29日  | 19:00 - 21:00 | 6.5%            |               |
| 第3回  | 8月11日  | 19:00 - 21:00 | 8.8%            |               |
| 第4回  | 11月7日  | 20:00 - 21:54 | 5.9%            | 「日バラ8」枠 |
| 第5回  | 12月19日 | 19:00 - 21:54 | 7.5%            | 「日バラ8」枠 |

| 放送回 | 放送日   | 放送時間      | 平均世帯 視聴率 | 備考                                                                  |
| ------ | -------- | ------------- | --------------- | --------------------------------------------------------------------- |
| -      | 2月20日  | 20:00 - 21:54 |                 | 『これが定番! 世代別ベストアニメ エンタメジェネレーション』として放送 |
| 第6回  | 5月5日   | 19:00 - 21:54 | 7.4%            |                                                                       |
| 第7回  | 11月22日 | 19:00 - 21:00 | 4.4%            | 「FIFA ワールドカップ カタール 2022」応援企画                         |
| 第8回  | 12月18日 | 19:00 - 21:54 | 6.0%            |                                                                       |

| 放送回 | 放送日   | 放送時間      | 平均世帯 視聴率 | 備考                       |
| ------ | -------- | ------------- | --------------- | -------------------------- |
| 第9回  | 3月5日   | 20:00 - 21:54 | 4.9%            |                            |
| 第10回 | 7月18日  | 19:00 - 20:54 | 5.2%            |                            |
| 第11回 | 10月5日  | 19:00 - 22:48 | 6.2%            | 番組過去最長の4時間で放送  |
| 第12回 | 12月21日 | 21:00 - 21:54 |                 | クリスマスソングスペシャル |

| 放送回 | 放送日  | 放送時間      | 平均世帯 視聴率 | 備考 |
| ------ | ------- | ------------- | --------------- | ---- |
| 第13回 | 1月18日 | 19:00 - 21:54 | 5.6%            |      |

### レギュラー時代

#### 出演者

##### 司会
- さまぁ〜ず（三村マサカズ・大竹一樹）
- 井上清華（フジテレビアナウンサー）

##### ゲスト
- 篠原涼子 - 第1回
- ニューヨーク（嶋佐和也・屋敷裕政） - 第1回、第2回、第29回
- 藤田ニコル - 第1回、第2回、第3回、第4回、第7回、第8回、第9回、第10回、第11回、第12回、第13回、第14回、第15回、第16回、第18回、第19回、第20回、第21回、第22回、第23回、第24回、第25回、第28回、第29回、第30回
- ゆうちゃみ - 第1回、第5回、第13回
- 高岡早紀 - 第2回、第3回、第20回
- 長谷川忍（シソンヌ） - 第2回、第3回、第6回、第7回、第8回、第10回、第11回、第16回、第17回、第20回、第22回、第27回
- 渋谷凪咲 - 第2回、第3回
- 弓木奈於（乃木坂46）- 第2回、第3回、第9回、第17回、第27回
- 花山瑞貴 - 第2回、第11回、第17回、第19回、第24回、第27回、第30回
- 坂下千里子 - 第2回
- 南野陽子 - 第3回、第26回
- 藤森慎吾（オリエンタルラジオ）- 第3回
- みちょぱ - 第3回、第5回
- 浅香唯 - 第4回、第30回
- アインシュタイン（稲田直樹・河井ゆずる）- 第4回、第28回
- 今井アンジェリカ - 第4回、第8回、第18回
- 辺見えみり - 第5回
- 平子祐希（アルコ&ピース）- 第5回、第18回、第24回
- 倉科カナ - 第5回
- 早見優 - 第6回、第19回
- 加納（Aマッソ） - 第6回
- なえなの - 第6回
- 山下葉留花（日向坂46) - 第6回
- 相田翔子 - 第7回、第29回
- 三宅健 - 第7回
- 森田哲矢（さらば青春の光）- 第7回、第21回、第30回
- あみか（フォーエイト48）- 第7回
- 羽田美智子 - 第8回
- チョコレートプラネット（長田庄平・松尾駿）- 第8回
- ヒコロヒー - 第8回、第26回
- 藤本理子 - 第8回
- YOU - 第9回、第22回、第27回
- 後藤真希 - 第9回、第29回
- 狩野英孝 - 第9回、第19回
- 水野美紀 - 第10回
- 北山宏光 - 第10回
- 横澤夏子 - 第10回、第14回、第23回
- 山之内すず - 第10回、第26回
- 千秋 - 第11回
- 信子（ぱーてぃーちゃん）- 第11回
- 横山実郁（RYUTist）- 第11回
- 菊池桃子 - 第12回
- 深澤辰哉（Snow Man）- 第12回
- 朝日奈央 - 第12回
- 小栗有以（AKB48）- 第12回
- 水野真紀 - 第13回
- 柏木由紀 - 第13回、第30回
- 伊藤俊介（オズワルド）- 第13回、第26回
- 遼河はるひ - 第15回
- 鈴木亜美 - 第15回
- モグライダー（芝大輔・ともしげ）- 第15回
- 阿部なつき - 第15回
- 工藤理子（STU48）- 第15回
- 赤江珠緒 - 第16回
- 丸山桂里奈 - 第16回
- あかせあかり - 第16回
- 相川七瀬 - 第17回
- 森泉 - 第17回
- 本田望結 - 第17回
- 斉藤由貴 - 第18回
- 若槻千夏 - 第18回
- 早﨑すずき（僕が見たかった青空）- 第18回
- 島崎和歌子 - 第19回
- 河合郁人 - 第19回
- 安斉かれん - 第19回
- 小森隼（GENERATIONS）- 第20回、第25回
- 坂井仁香（超ときめき♡宣伝部）- 第20回
- 辻野かなみ（超ときめき♡宣伝部）- 第20回
- 石田ひかり - 第21回
- 勝地涼 - 第21回
- SUZU（ME:I） - 第21回
- RAN（ME:I） - 第21回
- 向井理 - 第22回
- 芳根京子 - 第22回
- 詩羽（水曜日のカンパネラ）- 第22回
- 藤原紀香 - 第23回
- 槙野智章 - 第23回
- みりちゃむ - 第23回
- ひまひま - 第23回、第24回、第25回、第26回、第29回
- hitomi - 第24回
- 桜井日奈子 - 第24回
- 井森美幸 - 第25回
- ハライチ（岩井勇気・澤部佑）- 第25回
- 平祐奈 - 第25回
- 吉川ひより（超ときめき♡宣伝部）- 第26回
- 野呂佳代 - 第27回
- ラウール（Snow Man）- 第27回
- 榊原郁恵 - 第28回
- 渡辺翔太（Snow Man）- 第28回
- 綾瀬ことり（Rain Tree）- 第28回
- 香音 - 第28回
- まいきち - 第29回
- 荒井啓志 - 第30回

#### レギュラー時代の放送データ一覧

##### 2024年
| 放送回 | 放送日   | 放送時間      | 平均世帯 視聴率 | 備考 |
| ------ | -------- | ------------- | --------------- | --- |
| 第1回  | 4月11日  | 19:00 - 21:54 | 6.2%            | |
| 第2回  | 4月25日  | 19:00 - 21:00 | 5.0%            | |
| 第3回  | 5月9日   | 19:00 - 21:54 | 5.6%            | |
| 第4回  | 5月16日  | 19:00 - 20:00 | 3.4%            | レギュラー放送昇格後初の1時間の通常放送。 |
| 第5回  | 5月23日  | 19:00 - 20:00 | 3.3%            | |
| 第6回  | 5月30日  | 19:00 - 20:00 | 3.7%            | ただし関西テレビと北海道文化放送は、関西テレビ制作の『プロ野球中継 阪神タイガース×北海道日本ハムファイターズ』の中継のため、 関西テレビは同年6月1日（土曜日）14:57 - 15:57に、北海道文化放送は同日 15:28 - 16:30に各々振替放送した。                  |
| 第7回  | 6月13日  | 19:00 - 20:00 | 3.5%            | |
| 第8回  | 7月18日  | 19:00 - 21:48 | 4.9%            | |
| 第9回  | 8月8日   | 19:00 - 21:00 | 3.8%            | 番組途中で、当日夕方に発生した宮崎県日向灘を震源とする地震に関連し、南海トラフ沿いの地震に関する評価検討会の検討結果報告の臨時ニュース放送のため中断が発生。 後続番組が2024年パリオリンピックの競技中継だったため、中断部分は放送できずカットされた。 |
| 第10回 | 8月22日  | 19:00 - 21:54 | 6.0%            | |
| 第11回 | 9月12日  | 19:00 - 21:00 | 5.6%            | |
| 第12回 | 10月10日 | 19:00 - 21:54 | 6.2%            | |
| 第13回 | 11月28日 | 19:00 - 21:00 | 5.6%            | |
| 第14回 | 12月12日 | 19:00 - 20:00 | 4.6%            | |

##### 2025年
| 放送回 | 放送日  | 放送時間      | 平均世帯 視聴率 | 備考                            |
| ------ | ------- | ------------- | --------------- | ------------------------------- |
| 第15回 | 1月9日  | 19:00 - 21:54 | 5.4%            |                                 |
| 第16回 | 1月30日 | 19:00 - 20:00 | 4.2%            |                                 |
| 第17回 | 2月6日  | 19:00 - 20:00 | 4.4%            |                                 |
| 第18回 | 2月13日 | 19:00 - 21:54 | 5.2%            |                                 |
| 第19回 | 2月27日 | 19:00 - 21:54 | 6.3%            |                                 |
| 第20回 | 3月13日 | 19:00 - 21:54 | 5.7%            |                                 |
| 第21回 | 4月10日 | 19:00 - 22:48 | 5.4%            | レギュラー時代では初の4時間SP。 |
| 第22回 | 4月24日 | 19:00 - 21:54 | 5.1%            |                                 |
| 第23回 | 5月15日 | 19:00 - 21:00 | 4.6%            |                                 |
| 第24回 | 6月5日  | 19:00 - 20:30 | 3.6%            |                                 |
| 第25回 | 6月12日 | 19:00 - 20:30 | 4.3%            |                                 |
| 第26回 | 6月19日 | 19:00 - 20:00 | 3.9%            |                                 |
| 第27回 | 7月10日 | 19:00 - 21:54 | 5.4%            |                                 |
| 第28回 | 7月31日 | 19:00 - 21:00 | 4.6%            |                                 |
| 第29回 | 8月14日 | 19:00 - 21:54 |                 |                                 |
| 第30回 | 8月28日 | 19:00 - 20:00 |                 |                                 |

## ネット局
2時間または3時間スペシャル放送時、フジテレビ系列の一部の放送局は放送終了6分前に飛び降りる場合がある。
| 放送対象地域   | 放送局                    | 系列                                         | 放送時間           | ネット状況 |
| -------------- | ------------------------- | -------------------------------------------- | ------------------ | ---------- |
| 関東広域圏     | フジテレビ（CX）          | フジテレビ系列                               | 木曜 19:00 - 20:00 | 制作局     |
| 北海道         | 北海道文化放送（UHB）     | フジテレビ系列                               | 木曜 19:00 - 20:00 | 同時ネット |
| 岩手県         | 岩手めんこいテレビ（mit） | フジテレビ系列                               | 木曜 19:00 - 20:00 | 同時ネット |
| 宮城県         | 仙台放送（OX）            | フジテレビ系列                               | 木曜 19:00 - 20:00 | 同時ネット |
| 秋田県         | 秋田テレビ（AKT）         | フジテレビ系列                               | 木曜 19:00 - 20:00 | 同時ネット |
| 山形県         | さくらんぼテレビ（SAY）   | フジテレビ系列                               | 木曜 19:00 - 20:00 | 同時ネット |
| 福島県         | 福島テレビ（FTV）         | フジテレビ系列                               | 木曜 19:00 - 20:00 | 同時ネット |
| 新潟県         | NST新潟総合テレビ（NST）  | フジテレビ系列                               | 木曜 19:00 - 20:00 | 同時ネット |
| 長野県         | 長野放送（NBS）           | フジテレビ系列                               | 木曜 19:00 - 20:00 | 同時ネット |
| 静岡県         | テレビ静岡（SUT）         | フジテレビ系列                               | 木曜 19:00 - 20:00 | 同時ネット |
| 富山県         | 富山テレビ（BBT）         | フジテレビ系列                               | 木曜 19:00 - 20:00 | 同時ネット |
| 石川県         | 石川テレビ（ITC）         | フジテレビ系列                               | 木曜 19:00 - 20:00 | 同時ネット |
| 福井県         | 福井テレビ（FTB）         | フジテレビ系列                               | 木曜 19:00 - 20:00 | 同時ネット |
| 中京広域圏     | 東海テレビ（THK）         | フジテレビ系列                               | 木曜 19:00 - 20:00 | 同時ネット |
| 近畿広域圏     | 関西テレビ（KTV）         | フジテレビ系列                               | 木曜 19:00 - 20:00 | 同時ネット |
| 島根県・鳥取県 | さんいん中央テレビ（TSK） | フジテレビ系列                               | 木曜 19:00 - 20:00 | 同時ネット |
| 岡山県・香川県 | 岡山放送（OHK）           | フジテレビ系列                               | 木曜 19:00 - 20:00 | 同時ネット |
| 広島県         | テレビ新広島（tss）       | フジテレビ系列                               | 木曜 19:00 - 20:00 | 同時ネット |
| 愛媛県         | テレビ愛媛（EBC）         | フジテレビ系列                               | 木曜 19:00 - 20:00 | 同時ネット |
| 高知県         | 高知さんさんテレビ（KSS） | フジテレビ系列                               | 木曜 19:00 - 20:00 | 同時ネット |
| 福岡県         | テレビ西日本（TNC）       | フジテレビ系列                               | 木曜 19:00 - 20:00 | 同時ネット |
| 佐賀県         | サガテレビ（STS）         | フジテレビ系列                               | 木曜 19:00 - 20:00 | 同時ネット |
| 長崎県         | テレビ長崎（KTN）         | フジテレビ系列                               | 木曜 19:00 - 20:00 | 同時ネット |
| 熊本県         | テレビくまもと（TKU）     | フジテレビ系列                               | 木曜 19:00 - 20:00 | 同時ネット |
| 鹿児島県       | 鹿児島テレビ（KTS）       | フジテレビ系列                               | 木曜 19:00 - 20:00 | 同時ネット |
| 沖縄県         | 沖縄テレビ（OTV）         | フジテレビ系列                               | 木曜 19:00 - 20:00 | 同時ネット |
| 大分県         | テレビ大分（TOS）         | 日本テレビ系列 フジテレビ系列                | 木曜 19:00 - 20:00 | 同時ネット |
| 宮崎県         | テレビ宮崎（UMK）         | フジテレビ系列 日本テレビ系列 テレビ朝日系列 | 木曜 19:00 - 20:00 | 同時ネット |
| 青森県         | 青森朝日放送（ABA）       | テレビ朝日系列                               | 不定期放送         | 遅れネット |

## スタッフ

### レギュラー版
- 構成：町田裕章、須長晋之介・森峻介【毎週】、古賀文恵【週替り】
- 美術プロデューサー：三竹寛典（フジテレビ）
- デザイナー：鈴木賢太（フジテレビ）
- アートコーディネーター：鈴木真吾
- 大道具：新屋貴之、多田愛未【週替り】
- アクリル装飾：伊藤幸枝
- 衣装︰岡田夏海（2025年1月9日-）【隔週】
- 装飾：百瀬貴弥
- 電飾：菅田重樹
- メイク：鳥井萌乃、市川友理恵、長谷川杏花、外山隼人、柳澤季久乃、井坂茉美【週替り】
- ロゴ：大隅良太郎
- TD：米山和孝（フジテレビ）
- SW：前田正道、藤谷治男【週替り】
- CAM：山根美鈴
- VE：篠原佑季
- AUD：重留園子、谷川宏輝【週替り】
- PA：大島啓光
- 照明：萩原勝大
- マルチ：酒井勇輔
- EED：小島嘉隆
- MA：藤井啓介、高橋誠一郎【週替り】
- 音響効果：中田圭三、高橋玲南
- 美術協力：フジアール
- 技術協力：FMT、共同テレビジョン、サンフォニックス、東京チューブ、CODE/CHORD inc.
- 映像アーカイブ協力：富永章夫（フジテレビ）
- TK：平野美紀子
- 広報：井坂匠（フジテレビ）
- デスク：弦巻和子
- AD：井上直樹【毎週】、白幡大翔、嶋村海人・金子陽平、鈴木玲亜、石川まなみ、岡本ひな子、荒田聖花、杉山裕佳、米谷颯太、初沢麻亜耶、佐々木優香、荒田聖花（米谷→一時離脱→復帰）【週替り】
- ディレクター：浅尾和寿（BEE BRAIN）、森田幸子、中澤俊介（クリエイターズボックス）、志賀一寿（クロスロード）【毎週】、大岩玲奈・吉田康生・中野貴文・成田朝陽（ジーヤマ）、澤田陸、井上豊、西戸裕太郎、志村唯（井上→以前は毎週AD、志村→以前は週替りAD）【週替り】
- チーフディレクター︰松木拓海（ジーヤマ、以前はディレクター）
- プロデューサー：松本明美（ネイムマネジメント）、菅野貴志（BEE BRAIN）、岩田惠（クリエイターズボックス）、竹内承（ザ・スピングラス）、加藤万貴、山科智稔（スーパーディレクターズプロジェクトTV）、和田健（フジテレビ）・水野達也・池田桂子・細川真琴（ジーヤマ）（山科・和田→共に一時離脱→復帰）
- 演出：佐藤正樹
- チーフプロデューサー：松本祐紀（フジテレビ）
- 制作協力：BEE BRAIN、ジーヤマ
- 制作：フジテレビスタジオ戦略本部第3スタジオ（以前は、編成制作局バラエティ制作センター）
- 制作著作：フジテレビ

過去のスタッフ
- メイク：山口梨華
- 衣装：關山裕希
- 技術協力：ジェイ・クルー、港家
- チーフディレクター︰後藤悠樹（以前はディレクター）
- プロデューサー：上原拓真（フジテレビ）

### パイロット版
第13回（2024年1月18日放送分）
- 構成：町田裕章、須長晋之介
- 美術プロデューサー：三竹寛典（フジテレビ）
- デザイン：鈴木賢太（フジテレビ）
- アートコーディネーター：鈴木真吾
- 大道具：新屋貴之
- アクリル装飾：伊藤幸枝
- 装飾：百瀬貴弥
- 電飾：菅田重樹
- メイク：鈴木奈々
- ロゴ：大隈良太郎
- TD：米山和孝（フジテレビ）
- SW：前田正道
- CAM：野澤美由紀
- VE：杉本雄亮（フジテレビ）
- AUD：佐藤博隆
- PA：大島啓光
- 照明：萩原勝大
- マルチ：酒井勇輔
- 音響効果：中田圭三
- TK：平野美紀子
- デスク：弦巻和子
- 技術協力：FMT、サンフォニックス、共同テレビジョン、東京チューブ
- 美術協力：フジアール
- 映像アーカイブ協力：添田祐介（フジテレビ）、吉川奈緒美（フジテレビ）
- EED：小島嘉隆、金築周平
- MA：高橋誠一郎、山崎倫瑠
- AD：大岩玲奈、井上直樹、米谷颯太、松永薫乃、松越綵和
- ディレクター：浅尾和寿（BEE BRAIN）、中澤俊介（クリエイターズボックス）、後藤悠樹、渡辺由貴
- プロデューサー：松本明美、菅野貴志（BEE BRAIN）、三浦正幸（BEE BRAIN）、岩田恵（クリエイターズボックス）、和田健（フジテレビ）
- 演出：佐藤正樹
- チーフプロデューサー：松本祐紀（フジテレビ）
- 制作協力：ビー・ブレーン
- 制作：フジテレビ編成制作局バラエティー制作センター
- 制作著作：フジテレビジョン

過去のスタッフ
- 大道具：野口修平
- アクリル装飾：伊藤幸枝
- 電飾：白鳥雄一
- 装飾：門間誠
- メイク：山田かつら、小林音葉
- CAM：横山大輔
- VE：富澤貴啓、伴場匡
- AUD：元山拓巳、重留園子
- PA：山崎源太
- 照明：森﨑靖史
- マルチ：河本祥太、鈴木泰則
- デスク：藤田冴子
- 映像アーカイブ協力：宮田眞衣、矢田伴之、木下あや
- 広報：平井隆（フジテレビ）
- AD：陶山春花（フジテレビ）、和田完吾、江邑麗香、山本由花
- ディレクター：渡辺恭平（フジテレビ）、岩田信歩、樋川優美
- プロデューサー：利光智子（ケーテン）、青木広美、森美沙（BEE BRAIN）

### 名曲お宝音楽祭
第3回放送分
- 制作統括：中嶋優一（フジテレビ、第2回までチーフプロデューサー）
- 構成：町田裕章、須長晋之介
- 美術プロデューサー：三竹寛典（フジテレビ）
- デザイン：鈴木賢太（フジテレビ）
- アートコーディネーター：鈴木真吾
- 大道具：藤沢和雄、浅見大
- アートフレーム：井滝健治、石井智之
- アクリル装飾：斉藤祐介、相原加奈
- 電飾：浅野辰也、後藤佑介
- 植木装飾：後藤健
- 視覚効果：倉谷美奈絵
- ファイバーワーク：西村怜子
- メイク：和田奈穂
- ロゴ：大隅良太郎（第1回ではCG）
- TD・SW：米山和孝（フジテレビ、第1回ではSWと兼務、第2回はTDのみ）
- CAM：片野裕史
- VE：久保島春樹（フジテレビ）
- AUD：太田宗孝
- PA：白鳥慎一郎
- 照明：森崎靖史
- 楽器：島津哲也
- 音響効果：中田圭三
- TK：平野美紀子
- デスク：藤田冴子
- 技術協力：FMT、共テレ、放映サービス、サンフォニックス、田中電設、明光セレクト、フジアール、東京チューブ
- 映像アーカイブ協力：吉川奈緒美、宮田眞衣
- EED：小島嘉隆、藤田拓斗
- MA：高橋誠一郎、藤井啓介（藤井→第1回・第3回）
- 制作協力：ビー・ブレーン
- 広報：平井隆（フジテレビ）
- FD：岩田信歩
- AD：上島羽衣、丸田拓海
- ディレクター：浅尾和寿（BEE BRAIN）、中澤俊介（クリエイターズボックス、中澤→第3回のみ加入）、後藤悠樹、渡辺恭平（渡辺→第1回、第2回はFD）
- AP：森美沙
- プロデューサー：松本明美、菅野貴志・鈴木仁美（BEE BRAIN）
- 演出：佐藤正樹
- チーフプロデューサー：松本祐紀（フジテレビ）
- 制作：フジテレビ編成制作局制作センター第二制作室
- 制作著作：フジテレビ

過去のスタッフ
- 構成：山本太蔵（第1回）
- メイク：山田かつら（第1回）、飯塚七瀬（第2回）
- SW：馬場義土（フジテレビ、第2回）
- VE：米田祐基（フジテレビ、第1回）、安藤悠人（第2回）
- AUD：山田公次郎（フジテレビ、第1回、第2回）
- 照明：大竹康裕（第1回、第2回）
- デスク：筒井さより（第1回）、榎本かすみ（第2回）
- 技術協力：ブラボーゥ
- 映像アーカイブ協力：富永章夫（第1回）、矢田伴之（第1回）、須藤幸子（第1回）、髙津英一（第2回）、添田祐介（第2回）
- 制作協力：ザ・スピングラス、プラモ
- AD：霧山葉奈子（第1回）、何薇婷（第2回）、青木夏芽（第2回）、山本紗恵子（第2回）
- ディレクター：山田明徳（プラモ、第1回）、大和田毅（第1回）、森田幸子（第2回）、坂本耕司（プラモ、坂本→第1回ではプロデューサー、第2回ではディレクター）、松清弘卓（BEE BRAIN、第2回）
- プロデューサー：菊岡郁枝（ザ・スピングラス）、加藤万貴、後藤夏美、大野真希（BEE BRAIN）、松村隆（プラモ）